# 1084 Тамаріва
1084 Тамаріва (1084 Tamariwa) — астероїд головного поясу, відкритий 12 лютого 1926 року.
Тіссеранів параметр щодо Юпітера — 3,358.